# 가평 현등사 삼층석탑
현등사 삼층석탑(懸燈寺 三層石塔)은 대한민국 경기도 가평군 조종면 현등사에 있는, 고려시대의 삼층석탑이다. 1974년 9월 26일 경기도의 유형문화재 제63호로 지정되었다.

## 개요
신라 법흥왕 때 도선국사가 인도의 고승 마라하미를 위하여 건조한 탑이다. 높이 3.7m로 자연석반을 지대석으로 하고 그 위에 4각하대석과 낮은 상대 중석, 다시 두터운 상대 갑석으로 기단부를 이루고 있으며 아무런 조각이 없는 4각 개신 위에 1층 개반석은 상대 갑석보다 넓으나 2층부터는 개와 개반석의 크기가 차차 작아졌으며 각 개반석은 4귀가 들리고 곡률이 큰 것이 특징이다.

## 사리 및 사리장엄구
조선 전기에 건립된 현등사 삼층석탑 안에서 발견된 사리장엄구이다. 수정사리병과 은으로 만든 원통형 사리기로 구성되어 있다. 원통형 사리기에 새겨진 명문에는 "성화(成化 6년(1470년) 원당(願堂)인 현등사 탑을 고쳐 짓고 사리 5매를 봉안했으며 대시주는 대방부인인 송씨와 그의 딸 길안현주 이억천, 절충장군 중추부첨지사 구수영이다."라고 적혀 있다. 이 가운데 구수영은 세종의 아들인 영웅대군의 사위로, 세조로부터 선략장군부호군을 제수받은 인물이다. 현등사 탑의 중창은 왕실발원의 불사였음을 알 수 있다.
이 현등사 사리와 사리장엄구는 과거에 도단당했다가 2006년 삼성문화재단으로부터 회수해 온 것이다. 이는 사리가 신앙의 대상이기 때문에 원래 신앙의 목적대로 봉안되어야 한다는 점에 인식을 같이 하여 이루어진 일로, 큰 의미가 있다.

## 현지 안내문
현등사삼층석탑
- 경기도 유형문화재 제63호

현등사 삼층석탑(높이 3.7m)은 지대석 상면에 2층 기단을 두어 전체 무게를 지지하도록 설개되었다. 하층기단은 하대석·중대석·상대석으로 각각 구성되어 있다. 상대석과 하대석에는 '연화문'과 '장방형의 액'(사각 프레임)이 조성되어 있다. 중대석에는 대나무형의 원주로 된 우주와 탱주가 새겨져 있다. 상층 기단의 면석에는 우주와 탱주가 새겨져 있다. 기둥 사이에는 장방형의 액을 상면에는 복련을 새긴 갑석을 놓았다. 옥개석과 탑신석은 각각 하나의 석재로 구성되었다. 탑신의 각 면에는 두개의 우주가 새겨져 있다. 옥개석의 1·2층은 4단, 3층은 3단의 옥개받침이 있다. 상륜부는 복발·연주문·보륜·보주 등이 하나의 석재로 구성되어 있다.

1470년(성종 1년) 세종대왕의 8남인 영웅대군의 부인 송씨가 고려시대부터 내려오던 탑을 개탑하고 부처님의 진신사리 5과를 봉안했다. 사리구는 1979년에 도굴되었다. 삼성문화재단에 보관되어 있던 은제 원통형사리외함과 수정사리내함, 사리 2과를 현등사로 다시 모셔왔다. 2008년 4월 초하루에 사리방광이 일었다. 환희심을 내어 보니 사리 3과가 순신되어 나투셨다. 1과는 정골사리, 2과는 피사리였다.

## 사진

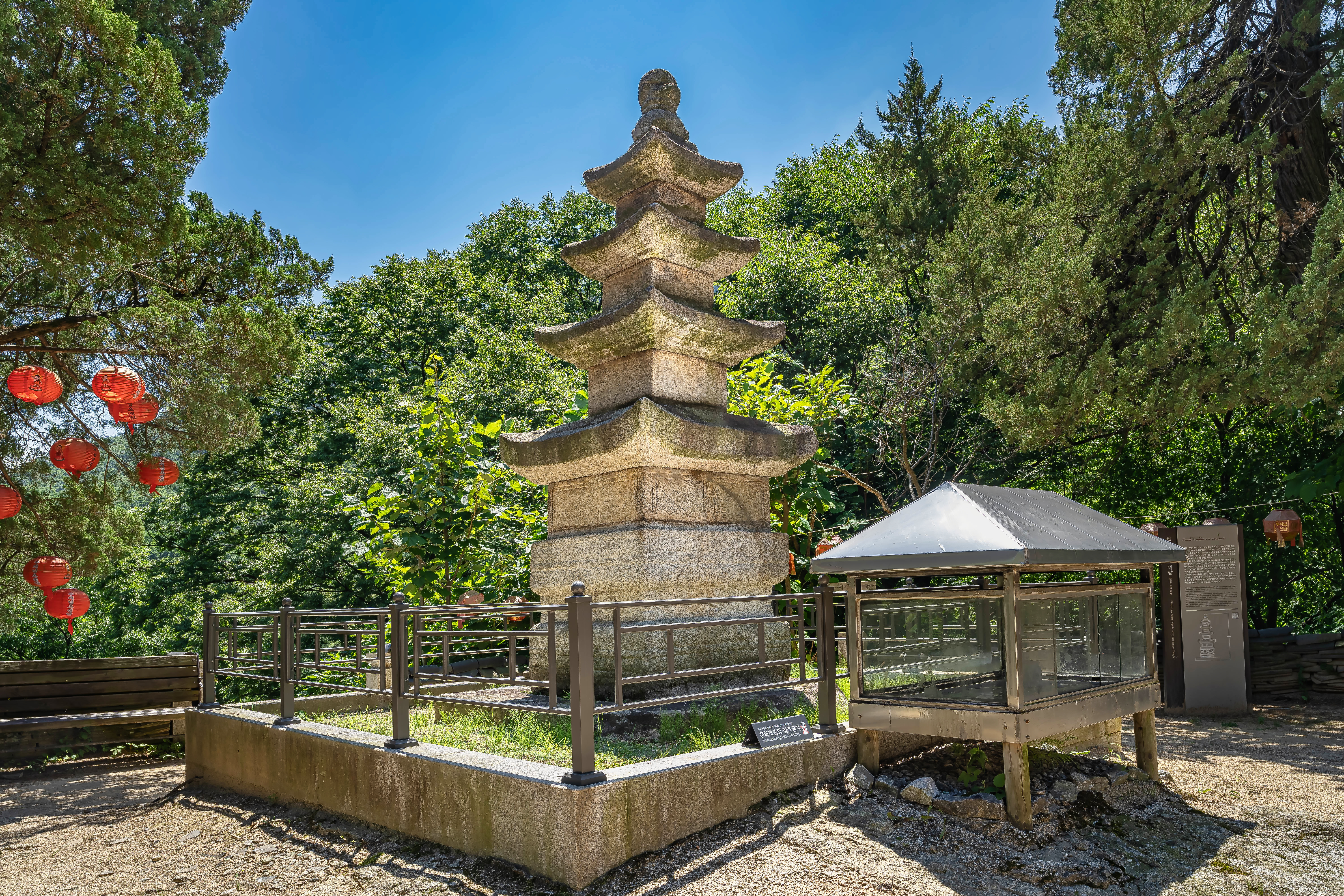
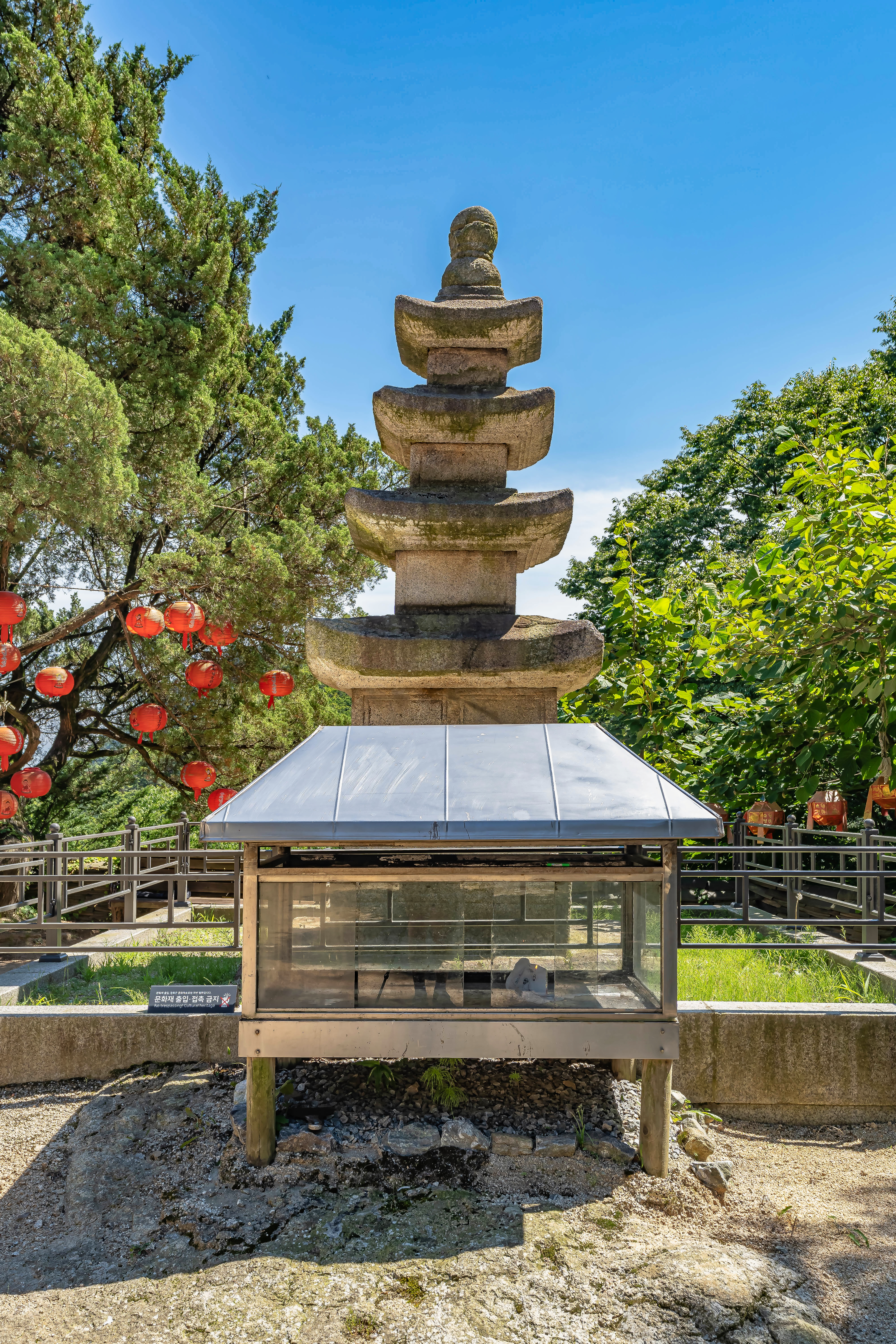
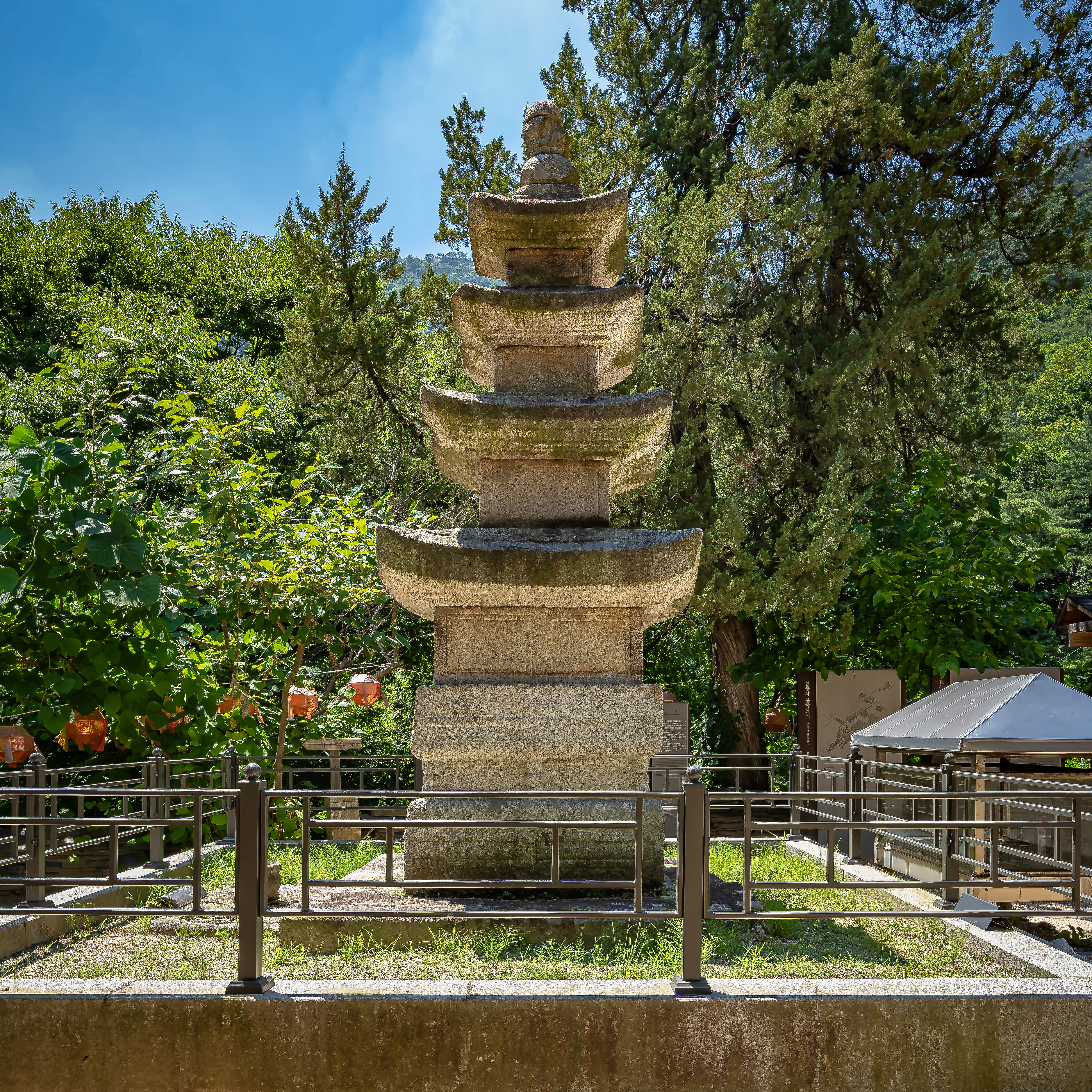
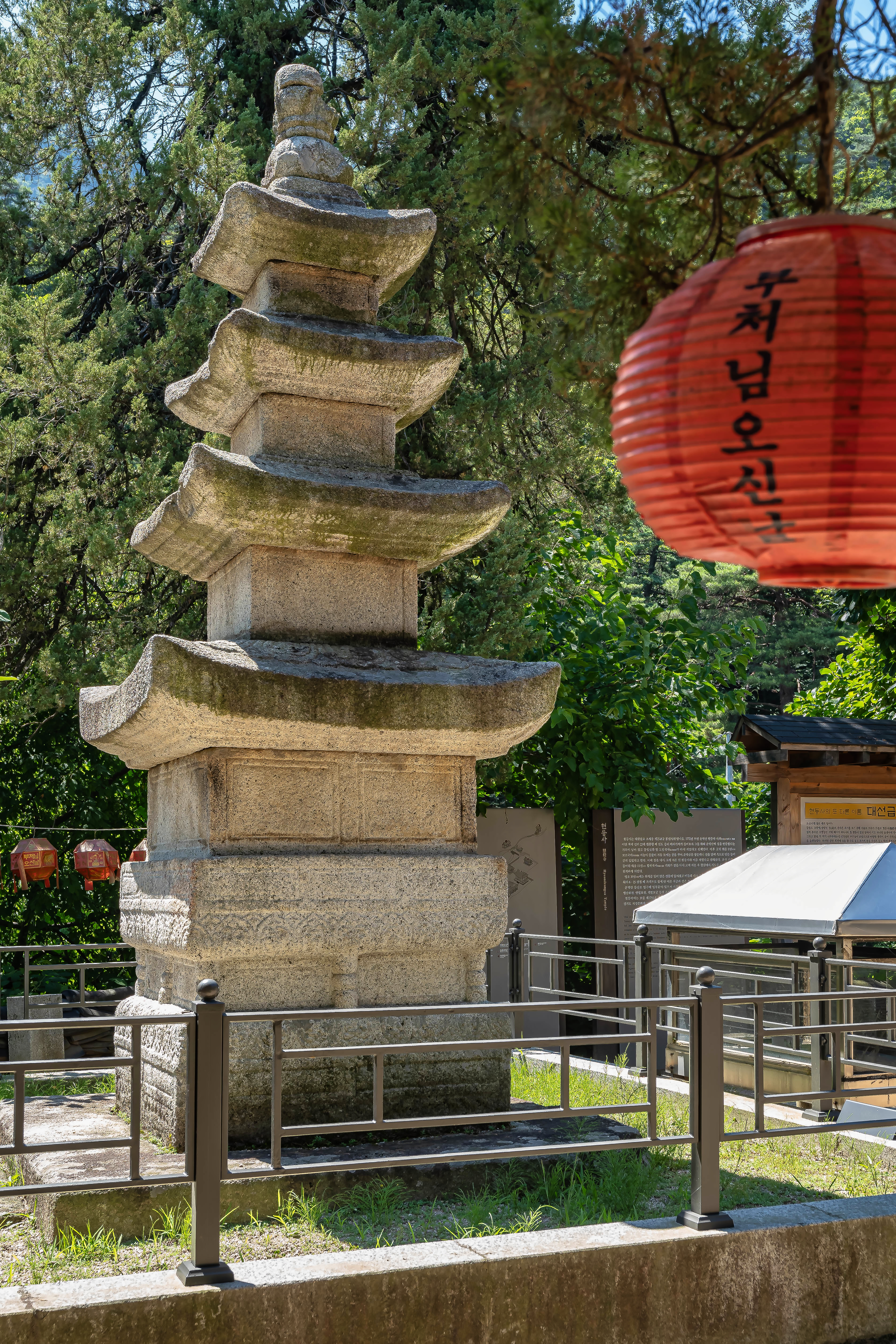
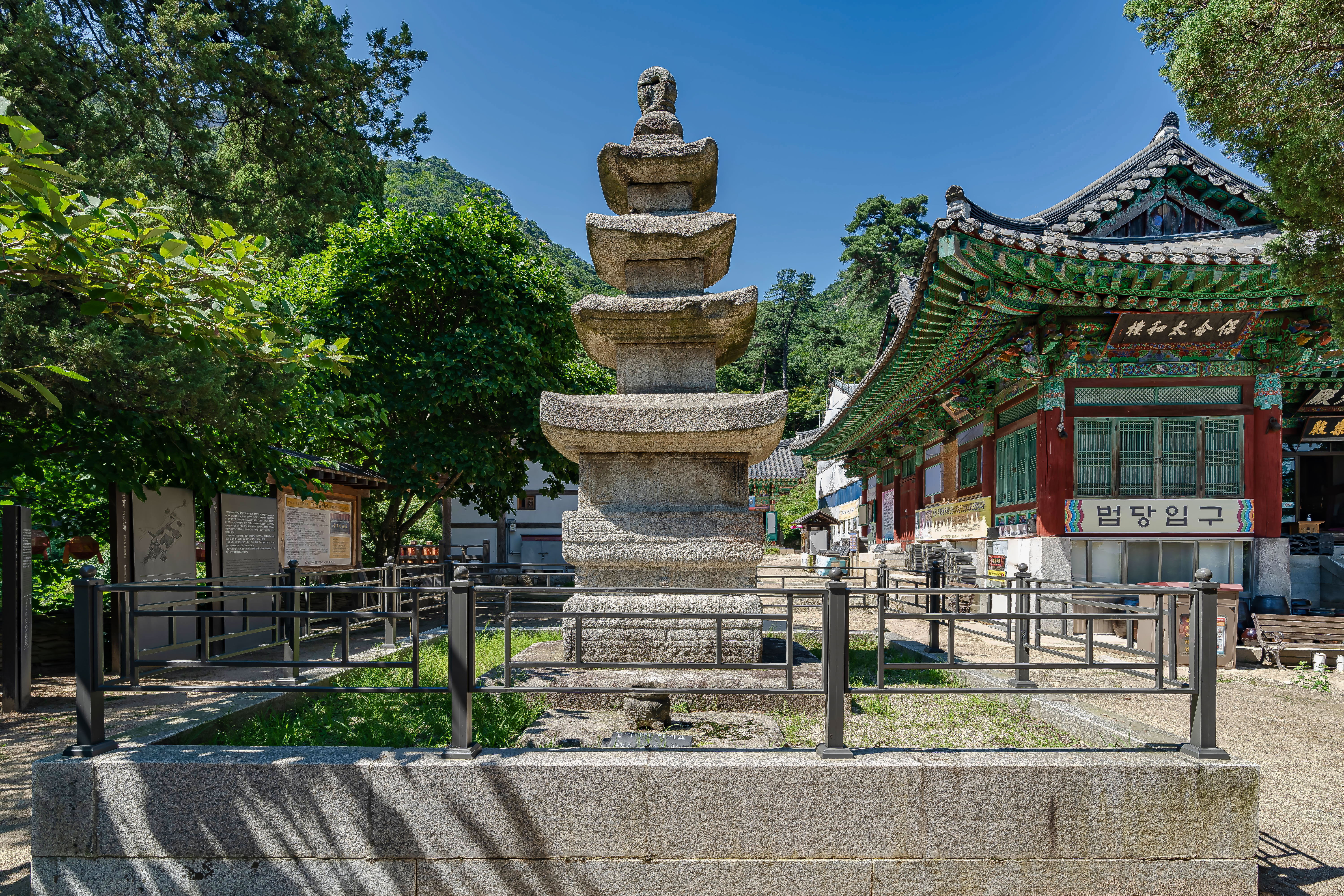

## 참고 자료
- 현등사삼층석탑 - 문화재청 국가문화유산포털
- 현등사 삼층석탑 - 한국민족문화대백과사전
- 현등사 삼층석탑 - 디지털가평문화대전
- 현등사삼층석탑 - 가평군 홈페이지
- 현등사삼층석탑 보관됨 2021-08-10 - 웨이백 머신 - 경기문화재연구원
- 현등사 삼층석탑 - 가평문화원 보관됨 2021-08-10 - 웨이백 머신
- 현등사 삼층석탑 - 경기도메모리
- 『문화재안내문안집』인천직할시·경기도 편(문화재관리국,1986)
- 「조선 초기 가평 현등사 삼층석탑에 관한 연구」(이순영,『아시아문화연구』18,경원대아시아문화연구소,2010) 이 문서에는 다음커뮤니케이션(현 카카오)에서 GFDL 또는 CC-SA 라이선스로 배포한 글로벌 세계대백과사전의 내용을 기초로 작성된 글이 포함되어 있습니다.